# Чейз, Стюарт
Стюарт Чейз (англ. Stuart Chase; 8 марта 1888, Сомерсуэрт, Нью-Гэмпшир — 16 ноября 1985 или 1995, Реддинг) — американский экономист. Автор многих работ.
Родился в семье Харви Чейза (Harvey S. Chase).
Учился в 1906—1908 годах в Массачусетском технологическом институте, а затем окончил Гарвардский университет (cum laude, 1910).
В 1917—1920 годах работал в Федеральной комиссии по торговле.
В 1922—1939 годах директор нью-йоркского трудового бюро.
В 1927 году посещал СССР, где встречался со Сталиным.
Тесно сотрудничал с президентом Ф. Рузвельтом в годы его первого срока.